# Rock simfonic
Rockul simfonic este un subgen al rockului progresiv. De la începuturile istoriei rockului progresiv termenul de rock simfonic a fost utilizat pentru a deosebi rockul progresiv inspirat din muzica clasică de formele mai psihedelice sau experimentale ale genului.
Rockul simfonic poate fi descris ca fiind combinarea rockului progresiv cu elementele muzicii clasice. Unii artiști interpretează versiuni rock ale unor teme cunoscute din muzica clasică sau compun piese originale după structurile compoziționale clasice. În plus, pot fi acompaniați de o orchestră simfonică sau să utilizeze sintetizatorul sau melltotronul pentru a înlocui sunetul orchestrei.
Trebuie specificat faptul că versiunile orchestrale ale unor melodii rock sau pop nu se încadrează neapărat în rockul simfonic, deși uneori acest termen este utilizat din motive comerciale. Utilizarea unei orchestre nu face ca melodia să aparțină rockului simfonic; trebuie să aparțină în primul rând rockului progresiv pentru a intra în categoria rockului simfonic.

### Caracteristici
- Aranjament rock ale unor teme din muzica clasică
- Structuri compoziționale clasice
- Acompaniamentul unei orchestre simfonice
- Utilizarea de instrumente clasice precum clavecin, coarde sau instrumente de suflat din lemn
- Complexitate mai ridicată față de alte genuri rock sau pop
- Compoziții elaborate sub formă de concerte, suite, simfonii, poeme simfonice sau opere
- Utilizarea predominantă a sintetizatorului ca înlocuitor pentru orchestră
- Utilizarea frecventă a mellotronului pentru a simula coardele, corul sau instrumentele de suflat din lemn

### Artiști
- The Moody Blues
- The Nice
- King Crimson
- Renaissance
- Emerson, Lake & Palmer
- Genesis
- Pink Floyd
- Yes
- Focus
- Camel
- Rick Wakeman
- Electric Light Orchestra
- Kansas
- Marillion
- Nikolai Noskov (Rusii)